# Helene Hayman, baronesse Hayman
Helene Valerie Hayman, baronesse Hayman, GBE, PC (født: Helene Valerie Middleweek) (født 26. marts 1949 i Wolverhampton) er en britisk politiker (Labour, senere uden for partierne), der blev livstidsmedlem af Overhuset i 1996. I 2006 – 2011 var hun Overhusets første valgte formand (Lord Speaker).

## Underhusets yngste medlem
I 1974 – 1979 var Helene Hayman medlem af Underhuset, valgt for Welwyn Hatfield i det sydlige Hertfordshire. Frem til 1977 var Helene Hayman Underhusets yngste medlem (Baby of the House).
Efter sin tid i Underhuset blev Helene Hayman en lokal sundhedspolitiker.

## Viceminister
I 1996 blev Helene Hayman livstidsmedlem af Overhuset. Dermed vendte hun tilbage til landspolitik.
Efter Labours valgsejr i 1997 blev hun juniorminister, først i Ministeriet for miljø, transport og regioner, derefter i Sundhedsministeriet og fra juli 1999 i Ministeriet for landbrug, fiskeri og fødevarer.
I begyndelsen af 2001 blev hun medlem af statsrådet. Senere samme år forlod hun Fødevareministeriet for at blive formand for bestyrelser inden for sundhedsvæsenet.

## Formand for Overhuset
Fra gammel tid har regeringen udnævnt Overhusets formand (lordkansleren). I forfatningsreformen af 2005 blev det bestemt, at Overhuset i fremtiden selv skulle vælge sin formand (Lord Speaker).
Den siddende lordkansler (Charles Falconer, baron Falconer af Thoroton) indvilgede i at være midlertidig Lord Speaker, mens Overhuset valgte sin formand. I den 8. valgrunde blev Helene Hayman valgt, og hun kunne indtage sædet som Lord Speaker ved Overhusets samling i september 2006.
Helene Hayman genopstillede ikke, da Overhuset igen skulle vælge formand i 2011, og posten blev overtaget af Frances D'Souza, baronesse D'Souza.